# ヨルディ・バイス
ヨルディ・バイス（オランダ語: Jordy Buijs、1988年12月28日 - ）は、オランダ・南ホラント州リッデルケルク出身のプロサッカー選手。ポジションはディフェンダー（センターバック）、ミッドフィールダー（ボランチ）。

## 経歴

### クラブ
7歳で地元クラブの育成部門よりオランダ・エールディヴィジに所属するフェイエノールトのアカデミーへ移籍。2007年にトップチーム監督のベルト・ファン・マルワイクに見出されトップチームに昇格する。
その後、武者修行の意味合いも込めて同リーグに属するデ・フラーフスハップに半年間レンタルされるが、同クラブでの活躍が認められそのまま完全移籍する形になった。当時は主にボランチ及び左サイドバックとして試合に出場し、多くの得点やアシストを記録している。
2011年7月に同じくオランダ・エールディヴィジに属するNACブレダと3年契約を結び移籍。同チームでは主にセンターバック及びボランチの主力選手として活躍した。
契約終了後、同リーグに属するFCフローニンゲンやギリシャ・スーパーリーグのパナシナイコスFCからのオファーを断り、同じくオランダ・エールディヴィジに属するSCヘーレンフェーンと2年契約を結ぶ。
2016年1月には同リーグのローダJCに、2016年7月にはルーマニア1部に属するCSパンドゥリイ・トゥルグ・ジウへ移籍した。基本センターバック及びボランチを本職とするが、自らの経験を生かしてチーム事情によってはサイドバックとしても試合に出場している。
2017年1月、オーストラリア・AリーグのシドニーFCへ移籍した。移籍後は不動のセンターバックとして、Aリーグのレギュラーシーズン及びファイナルシリーズでの優勝に貢献した。
2018年7月、V・ファーレン長崎に完全移籍で加入した。
2019年、徳島ヴォルティスへ期限付き移籍。4月7日、J2第8節・水戸ホーリーホック戦にてJ2リーグ戦通算18,000点目となるゴールを記録。2019年シーズンはDFながら7ゴールを決め、徳島のJ1参入プレーオフ進出に貢献。決定戦まで進出するもJ1昇格は果たせなかった。
2020年、京都サンガF.C.に完全移籍で加入。41試合で5ゴールを挙げるなど、チームのJ1昇格に貢献したが、2021年シーズン限りで京都を退団すると発表された。
2021年12月28日、ファジアーノ岡山FCに加入することが発表された。2023年シーズンをもって契約満了となり退団が発表された。
2024年2月28日、オランダ5部リーグ所属、RKSVハルステレンに移籍することが発表された。

### 代表
U17、U18、U19と各カテゴリーで招集されていたが、A代表ではジェフリー・ブルマやデイリー・ブリント、ヨルディ・クラーシらとポジションが重なることもあり招集されていない。
オランダが準優勝したUEFA U-17欧州選手権2005や3位になった2005 FIFA U-17世界選手権にも主力選手として出場しており、UEFA U-17欧州選手権2005では準決勝で決勝点のアシストを記録している。

## 個人成績
| 国内大会個人成績 | 国内大会個人成績 | 国内大会個人成績 | 国内大会個人成績 | 国内大会個人成績 | 国内大会個人成績 | 国内大会個人成績 | 国内大会個人成績 | 国内大会個人成績 | 国内大会個人成績 | 国内大会個人成績 | 国内大会個人成績 |
| 年度             | クラブ           | 背番号           | リーグ           | リーグ戦         | リーグ戦         | リーグ杯         | リーグ杯         | オープン杯       | オープン杯       | 期間通算         | 期間通算         |
| 年度             | クラブ           | 背番号           | リーグ           | 出場             | 得点             | 出場             | 得点             | 出場             | 得点             | 出場             | 得点             |
| オランダ         | オランダ         | オランダ         | オランダ         | リーグ戦         | リーグ戦         | リーグ杯         | リーグ杯         | KNVBカップ       | KNVBカップ       | 期間通算         | 期間通算         |
| ---------------- | ---------------- | ---------------- | ---------------- | ---------------- | ---------------- | ---------------- | ---------------- | ---------------- | ---------------- | ---------------- | ---------------- |
| 2007-08          | フェイエノールト | 23               | エール           | 0                | 0                | -                | -                | 0                | 0                | 0                | 0                |
| 2007-08          | フラーフスハップ |                  | エール           | 6                | 0                | -                | -                | 0                | 0                | 6                | 0                |
| 2008-09          | フラーフスハップ | 8                | エール           | 28               | 1                | -                | -                | 3                | 0                | 31               | 1                |
| 2009-10          | フラーフスハップ | 23               | エールステ       | 32               | 9                | -                | -                | 1                | 0                | 33               | 9                |
| 2010-11          | フラーフスハップ | 23               | エール           | 29               | 0                | -                | -                | 1                | 0                | 30               | 0                |
| 2011-12          | NACブレダ        | 23               | エール           | 28               | 1                | -                | -                | 1                | 0                | 29               | 1                |
| 2012-13          | NACブレダ        | 23               | エール           | 32               | 4                | -                | -                | 3                | 0                | 35               | 4                |
| 2013-14          | NACブレダ        | 23               | エール           | 32               | 6                | -                | -                | 2                | 0                | 34               | 6                |
| 2014-15          | ヘーレンフェーン | 23               | エール           | 12               | 0                | -                | -                | 1                | 0                | 13               | 0                |
| 2015-16          | ヘーレンフェーン | 23               | エール           | 3                | 0                | -                | -                | 0                | 0                | 3                | 0                |
| 2015-16          | ローダJC         | 3                | エール           | 17               | 1                | -                | -                | 1                | 0                | 18               | 1                |
| ルーマニア       | ルーマニア       | ルーマニア       | ルーマニア       | リーグ戦         | リーグ戦         | リーグ杯         | リーグ杯         | ルーマニア杯     | ルーマニア杯     | 期間通算         | 期間通算         |
| 2016-17          | パンドゥリィ     | 4                | リーガ1          | 7                | 0                | -                | -                | 0                | 0                | 7                | 0                |
| オーストラリア   | オーストラリア   | オーストラリア   | オーストラリア   | リーグ戦         | リーグ戦         | リーグ杯         | リーグ杯         | FFA杯            | FFA杯            | 期間通算         | 期間通算         |
| 2016-17          | シドニーFC       | 5                | Aリーグ          | 10               | 0                | -                | -                | 0                | 0                | 10               | 0                |
| 2017-18          | シドニーFC       | 5                | Aリーグ          | 27               | 0                | -                | -                | 1                | 0                | 28               | 0                |
| 日本             | 日本             | 日本             | 日本             | リーグ戦         | リーグ戦         | リーグ杯         | リーグ杯         | 天皇杯           | 天皇杯           | 期間通算         | 期間通算         |
| 2018             | 長崎             | 45               | J1               | 16               | 1                | -                | -                | -                | -                | 16               | 1                |
| 2019             | 徳島             | 3                | J2               | 37               | 7                | -                | -                | 0                | 0                | 37               | 7                |
| 2020             | 京都             | 23               | J2               | 39               | 2                | -                | -                | -                | -                | 39               | 2                |
| 2021             | 京都             | 23               | J2               | 41               | 5                | -                | -                | 0                | 0                | 41               | 5                |
| 2022             | 岡山             | 23               | J2               | 39               | 7                | -                | -                | 0                | 0                | 39               | 7                |
| 2023             | 岡山             | 23               | J2               | 38               | 4                | -                | -                | 1                | 0                | 39               | 4                |
| 通算             | オランダ         | オランダ         | エール           | 187              | 13               | -                | -                | 12               | 0                | 199              | 13               |
| 通算             | オランダ         | オランダ         | エールステ       | 32               | 9                | -                | -                | 1                | 0                | 33               | 9                |
| 通算             | ルーマニア       | ルーマニア       | リーガ1          | 7                | 0                | -                | -                | 0                | 0                | 7                | 0                |
| 通算             | オーストラリア   | オーストラリア   | Aリーグ          | 37               | 0                | -                | -                | 1                | 0                | 38               | 0                |
| 通算             | 日本             | 日本             | J1               | 16               | 1                | -                | -                | -                | -                | 16               | 1                |
| 通算             | 日本             | 日本             | J2               | 194              | 25               | -                | -                | 1                | 0                | 195              | 25               |
| 総通算           | 総通算           | 総通算           | 総通算           | 434              | 41               | -                | -                | 15               | 0                | 449              | 41               |

- Jリーグ初出場 - 2018年7月27日 J1第18節 FC東京戦（味スタ）
- Jリーグ初得点 - 2018年8月1日 J1第19節 北海道コンサドーレ札幌戦（トラスタ）

| 国際大会個人成績 | 国際大会個人成績 | 国際大会個人成績 | 国際大会個人成績 | 国際大会個人成績 |
| 年度             | クラブ           | 背番号           | 出場             | 得点             |
| UEFA             | UEFA             | UEFA             | UEFA EL          | UEFA EL          |
| ---------------- | ---------------- | ---------------- | ---------------- | ---------------- |
| 2016-17          | パンドゥリィ     | 4                | 1                | 0                |
| 通算             | UEFA             | UEFA             | 1                | 0                |

## 獲得タイトル

### 個人
- J2リーグ・ベストイレブン（2022年）